# Coût actualisé de l'énergie
Le coût actualisé de l'énergie, en anglais Levelized Cost of Energy (LCOE), correspond au prix complet d'une énergie (l’électricité dans la plupart des cas) sur la durée de vie de l’équipement qui la produit.
Les différents modes de production d'électricité ont des coûts très différents. Le calcul de ces coûts peut être fait en différents points : en sortie immédiate du système de production (centrale électrique, éolienne, ensemble de panneaux photovoltaïque...), au point de connexion au réseau électrique, etc. Le coût est généralement donné en unité monétaire par kilowattheure ou mégawattheure. Il intègre à la fois l'investissement initial, les coûts de fonctionnement, de combustible et d’entretien. Pour répartir ces différents coûts et investissements sur une longue période, on applique la technique d’actualisation.
Le coût actualisé de l'énergie est une mesure du coût d'une source d'énergie qui permet de comparer différentes méthodes de production d’électricité sur une base cohérente. Il s’agit d’une estimation économique du coût d’un actif producteur d’énergie, que l’on définit par : somme actualisée des dépenses d’investissement et des coûts d’exploitation et de maintenance de l’actif, divisée par la somme actualisée des quantités annuelles d’énergie (le nombre de kWh) que cet actif produira sur toute sa durée de vie.
Le coût actualisé de l'énergie peut également être considéré comme le prix minimum moyen auquel l’électricité doit être vendue pour atteindre le seuil de rentabilité pendant la durée de vie du projet. C’est donc un outil qui  aide les décideurs et les chercheurs à orienter les discussions et la prise de décision en faveur de tel ou tel système de production d’énergie.

## Formule de calcul
La formule mathématique peut s’écrire ainsi:
{\displaystyle \mathrm {LEC} ={\frac {\sum _{t=1}^{n}{\frac {I_{t}+M_{t}+F_{t}}{\left({1+r}\right)^{t}}}}{\sum _{t=1}^{n}{\frac {E_{t}}{\left({1+r}\right)^{t}}}}}}
avec
- {\displaystyle \mathrm {LEC} } = coût actualisé de la production d’énergie
- {\displaystyle I_{t}} = dépenses d’investissement durant la période t (en année)
- {\displaystyle M_{t}} = dépenses d’exploitation et de maintenance durant la période t (en année)
- {\displaystyle F_{t}} = dépenses de combustible durant la période t (en année)
- {\displaystyle E_{t}} = électricité produite durant la période t (en année)
- {\displaystyle r}   = taux d'actualisation annuel
- {\displaystyle n}   = durée de vie du système.

La somme obtenue s’exprime en euro par kilowatt-heure (€/kWh) et représente ce qu’il faut dépenser pour produire un kilowatt-heure d’énergie.
Pour le photovoltaïque, un rapport de l'Association européenne de l'industrie photovoltaïque (EPIA)fournit la méthode de calcul.

## Précautions d’utilisation

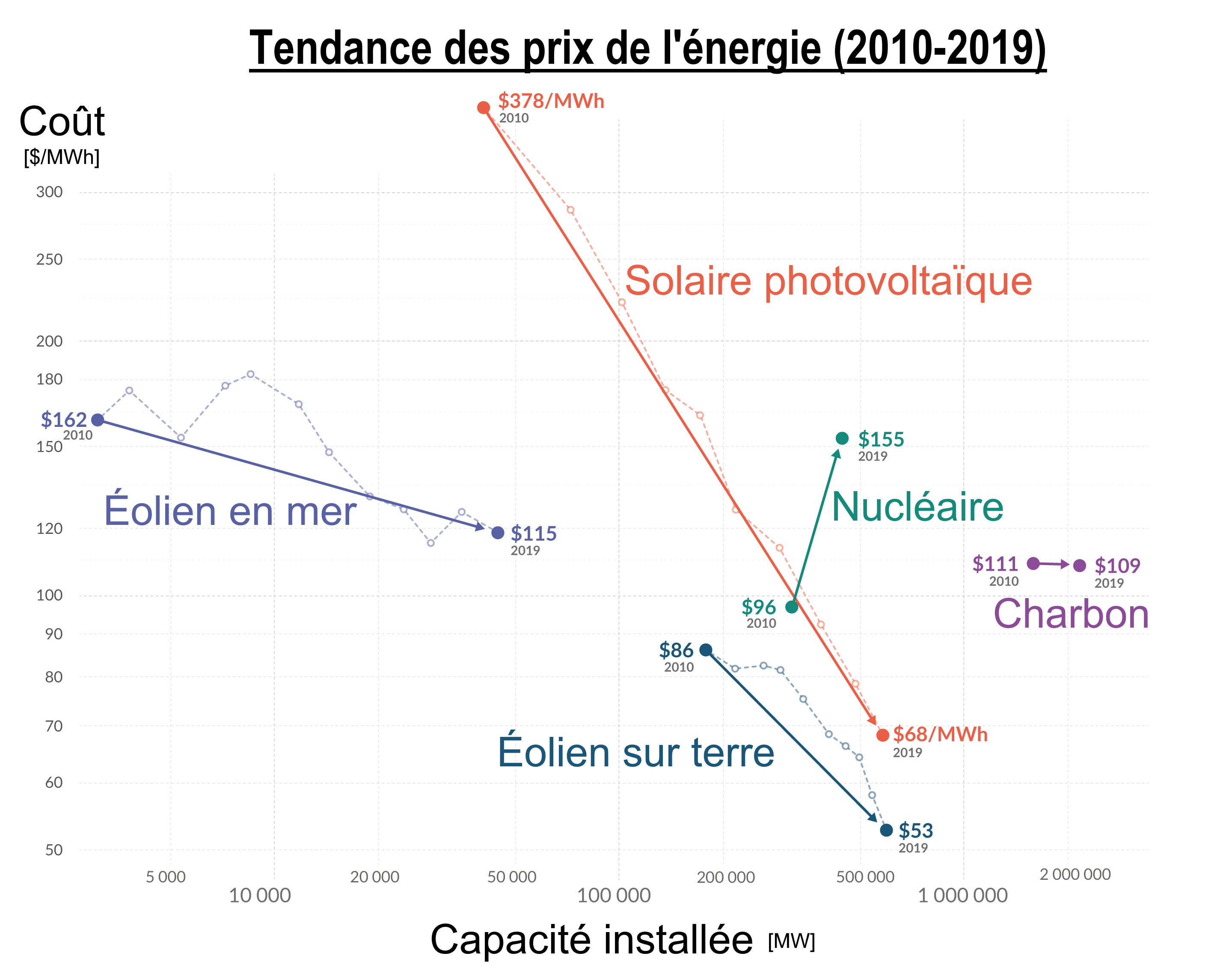
Évolution des LCOE des principaux moyens de production d'électricité installés entre 2010 et 2019. Notes : les données sur l'éolien et le solaire ne prennent pas en compte les coûts des équipements de stockage ou de production pilotable nécessaires pour compenser leur intermittence ; les données sur le nucléaire sont d'origine incertaine (Lazard).

Les comparaisons de LCOE peuvent être trompeuses, dans la mesure où le résultat du calcul est très dépendant des hypothèses de départ.
Bien que cet indicateur LCOE soit amplement utilisé, Paul Joskow du MIT a déterminé qu’il était finalement peu signifiant pour comparer les sources d’électricité non pilotables et intermittentes (éolien, solaire) à des sources pilotables, puisqu’il occulte les coûts découlant de leur intermittence.
Une autre limitation du LCOE est son absence de prise en compte de l’efficacité énergétique et des économies d’énergie. Dans de nombreux pays, les gains d’efficacité énergétique et les économies d’énergie ont eu pour effet de stabiliser, voire de réduire la demande en électricité, au lieu de la laisser croître. Ne considérer que le LCOE à tendance à maximiser la production et à prendre le risque de surestimer la production requise, en ignorant les gains d’efficacité énergétique des consommateurs finaux, ce qui sous-estime le LCOE. Par exemple, pour des systèmes de production d’énergie solaire installés au point de consommation finale, il est plus économique d’investir dans les économies d’énergie et l’efficacité énergétique d’abord, puis de n’investir dans l’énergie solaire qu’ensuite (ce qui exigera un système de production solaire plus petit que ce qui aurait été nécessaire sans les mesures d’économies d’énergie et d’efficacité énergétique). Cependant, si l’on ne regarde que le LCOE des deux systèmes (le plus grand et le plus petit), celui du système plus petit aura un LCOE plus élevé (car la production d’énergie, mesurée en kWh, diminue plus vite que le coût du système, mesuré en euros). Pour contourner cette limitation, il faut prendre en compte l’ensemble du coût du cycle de vie du système, et pas seulement le LCOE de la source d’énergie.
Pour tenir compte de l’intermittence et de la priorité d’accès au réseau électrique des sources non pilotables de type énergie éolienne ou solaire, l'Agence d'information sur l'énergie américaine (EIA) recommande de comparer leurs coûts normalisés au coût énergétique évité des sources d’énergie pilotables (combustibles fossiles, géothermie...) plutôt qu’au coût total de ces sources pilotables. En effet, l’ajout de sources d’énergie intermittentes et non pilotables ne permet généralement pas d’éviter les coûts d’investissement, d’exploitation et d’entretien des systèmes de production d’énergie présents en soutien. Même s’il peut être plus difficile à calculer avec précision, ce coût actualisé de l’énergie évitée (en anglais, LACE pour Levelized Avoided Cost of Energy) correspond aux coûts évités d’autres sources, divisés par la production annuelle de la source non pilotable,.

### Coût système actualisé de l'énergie (SLCOE)
Le plus souvent, les calculs de LCOE n’incluent pas les autres coûts du système associés à chaque type de système de production, comme les coûts de connexion au réseau de transport longue distance ou les coûts d’équilibrage et de réserve, ou encore les coûts de démantèlement et de remise en état des sites (qui concernent tout système de production d’électricité). Ils n’incluent pas non plus les externalités, telles les dommages sur la santé publique du fait de la pollution atmosphérique des centrales au charbon, les conséquences des émissions de dioxyde de carbone sur le changement climatique, l'acidification des océans, l'eutrophisation des eaux, ou la modifications de courants océaniques.
Afin d'intégrer les coûts des systèmes complets dans le LCOE des énergies intermittentes, la métrique de SLCOE (« System LCOE ») a été proposée en 2013 par le chercheur Falko Ueckerdt de l'Institut de Potsdam pour la recherche sur les effets du changement climatique. Le SLCOE intègre les coûts d'intégration, afin de rendre le LCOE pertinent pour les comparaisons économiques des diverses technologies de production d'énergie et les calculs d'optimisation du mix énergétique. Cette étude montre en particulier que, dans un système à forte proportion d'éolien, les coûts d'intégration peuvent être du même ordre de grandeur que les coûts de production de l'éolien et des centrales conventionnels. Ces coûts d'intégration croissent avec la part de l'éolien et pourraient donc en limiter le déploiement à des taux élevés.

## Coûts des énergies renouvelables en France
L'Agence de l'environnement et de la maîtrise de l'énergie (ADEME) a publié en décembre 2016 un rapport sur les coûts des énergies renouvelables en France et en 2022 une mise à jour partielle comprenant des coûts de 2020 ; voici le tableau concernant les énergies renouvelables électriques : 
| Type d'énergie                         | Coût de production en €/MWh (2016) | Coût de production en €/MWh (2020) |
| -------------------------------------- | ---------------------------------- | ---------------------------------- |
| Géothermie électrique                  | 43 à 53                            |                                    |
| Éolien terrestre (nouvelle génération) | 57 à 79                            | 53                                 |
| Éolien terrestre (machines standard)   | 61 à 91                            |                                    |
| Photovoltaïque au sol                  | 74 à 135                           | 49 à 88                            |
| Photovoltaïque commercial/industriel   | 114 à 199                          | 72 à 113                           |
| Éolien en mer posé                     | 145 à 203                          |                                    |
| Photovoltaïque résidentiel             | 181 à 326                          | 98 à 277                           |
| Solaire thermodynamique (cylindro)     | 113 à 273                          |                                    |
| Solaire thermodynamique (Fresnel)      | 115 à 142                          |                                    |
| Solaire thermodynamique (à tour)       | 164 à 208                          |                                    |
| Hydrolien marin                        | 150 à 507                          |                                    |
| Éolien en mer flottant                 | 198 à 329                          |                                    |